# Carl Habel
Carl Habel, född 19 oktober 1915 i Kristiania (nuvarande Oslo), död 7 augusti 1979, var en norsk skådespelare.
Habel var 1949–1956 engagerad vid Trøndelag Teater och senare även vid Det norske teatret och Riksteatret. Han verkade även som filmskådespelare och debuterade 1940 i Godvakker-Maren. Han medverkade i sammanlagt sex filmer och gjorde sin sista roll 1974 i Olsenbanden möter kungen och knekten.
Han ligger begravd på Vestre gravlund i Oslo.

## Filmografi
- 1940 – Godvakker-Maren
- 1944 – Brudekronen
- 1944 – Villmarkens lov
- 1958 – Salve Sauegjeter
- 1964 – Alle tiders kupp
- 1974 – Olsenbanden möter kungen och knekten